# Chrobotek gwiazdkowaty
Chrobotek gwiazdkowaty (Cladonia uncialis (L.) Weber ex F.H. Wigg.) – gatunek grzybów należący do rodziny chrobotkowatych (Cladoniaceae). Ze względu na współżycie z glonami zaliczany jest do porostów.  

## Systematyka i nazewnictwo
Pozycja w klasyfikacji według Index Fungorum: Cladonia, Cladoniaceae, Lecanorales, Lecanoromycetidae, Lecanoromycetes, Pezizomycotina, Ascomycota, Fungi
Po raz pierwszy takson ten zdiagnozował w 1753 r. Karol Linneusz nadając mu nazwę Cladonia uncialis. Obecną, uznaną przez Index Fungorum nazwę nadali mu w 1780 r. Georg Heinrich Weber i Friedrich Heinrich Wiggers, przenosząc go do rodzaju Cladonia. 
Nazwa polska według Krytycznej listy porostów i grzybów naporostowych Polski.
Występuje w dwóch podgatunkach:
- Cladonia uncialis subsp. biuncialis (Hoffm.) M. Choisy 1951
- Cladonia uncialis subsp. uncialis (L.) Weber ex F.H. Wigg. 1780

## Charakterystyka
Plecha zawiera glony protokokkoidalne. W stanie suchym jest bardzo krucha, kruszy się w palcach. Łuskowata plecha pierwotna zanika bardzo wcześnie. Plecha wtórna ma postać rozgałęzionych podecjów o barwie słomkowożółtej, żółtoszarej lub szarozielonawej. Na powierzchni występują jasnozielone lub żółtozielone plamy. Podecja są na przekroju poprzecznym wałeczkowate i rozgałęzione widełkowato, bądź 3–5-dzielnie. W rozgałęzieniach zazwyczaj występuje otworek. Zakończenia gałązek są spiczaste, brązowe. Podecja pokryte są ciągłą lub areolkowatą korą, brak natomiast łusek i urwistków. Reakcje barwne: powierzchnia podecjów: K–, C– lub + głęboki żółty, PD–, UV+ (fluorescencja).
Na szczytach gałązek podecjum znajdują się brązowe pyknidia z czerwoną galaretką. Apotecja występują natomiast bardzo rzadko. Jeśli się pojawią, to na szczytach podecjów. Mają brązowe tarczki o średnicy 0,3–0,8 mm. W jednym worku powstaje po 8 jednokomórkowych, bezbarwnych askospor o rozmiarach 10–15 × 3–3,5 μm.
Metabolity wtórne: m.in. kwas usninowy.

## Występowanie i siedlisko
Występuje na wszystkich kontynentach świata z wyjątkiem Antarktydy oraz na wielu wyspach. Szczególnie częsty jest na półkuli północnej, tutaj występuje również w Arktyce. W Polsce jest pospolity na terenie całego kraju. 
Rośnie na próchnicznej lub piaszczystej glebie, głównie w lasach szpilkowych, na wrzosowiskach, wydmach, przydrożach.

## Galeria

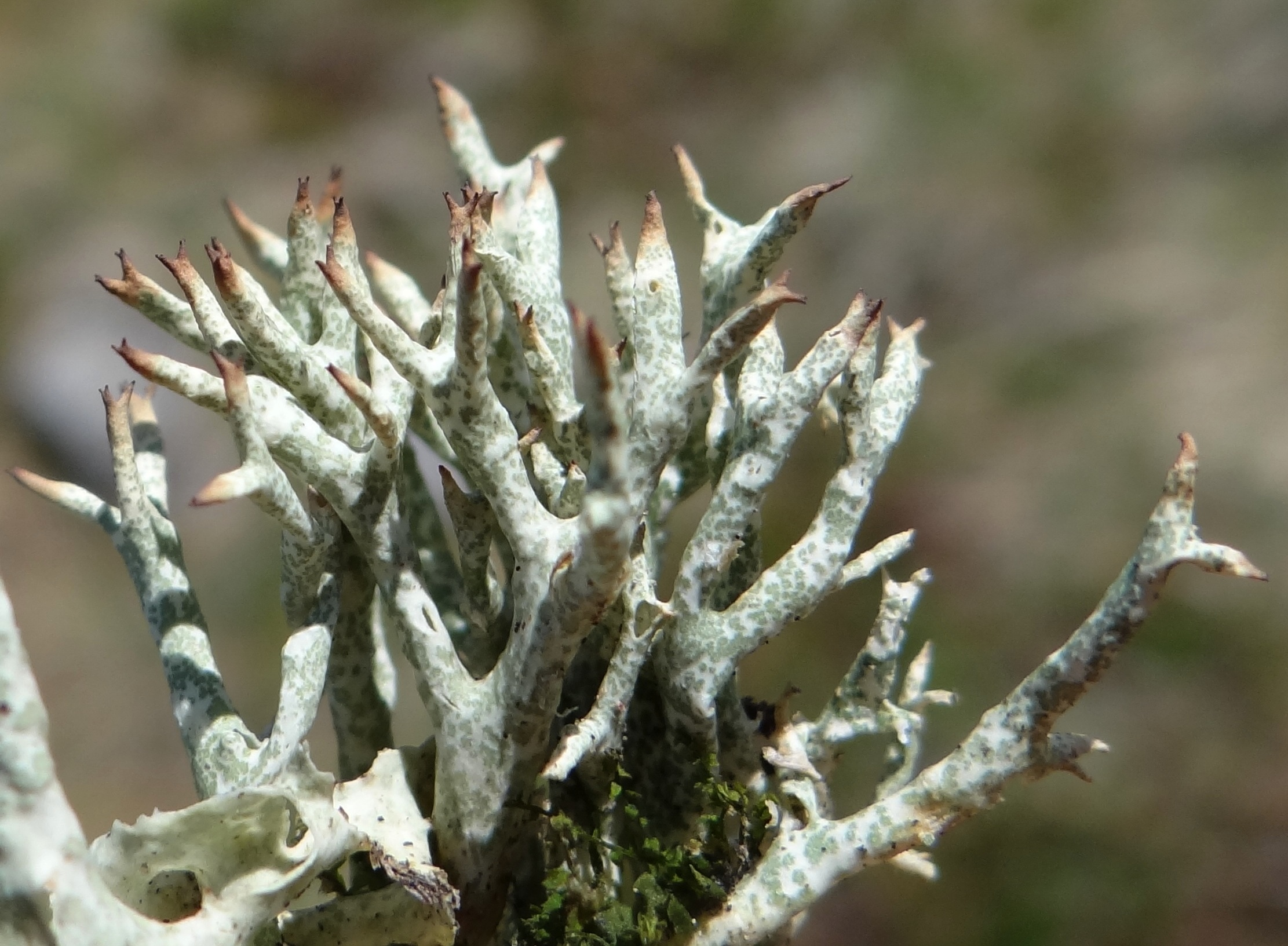
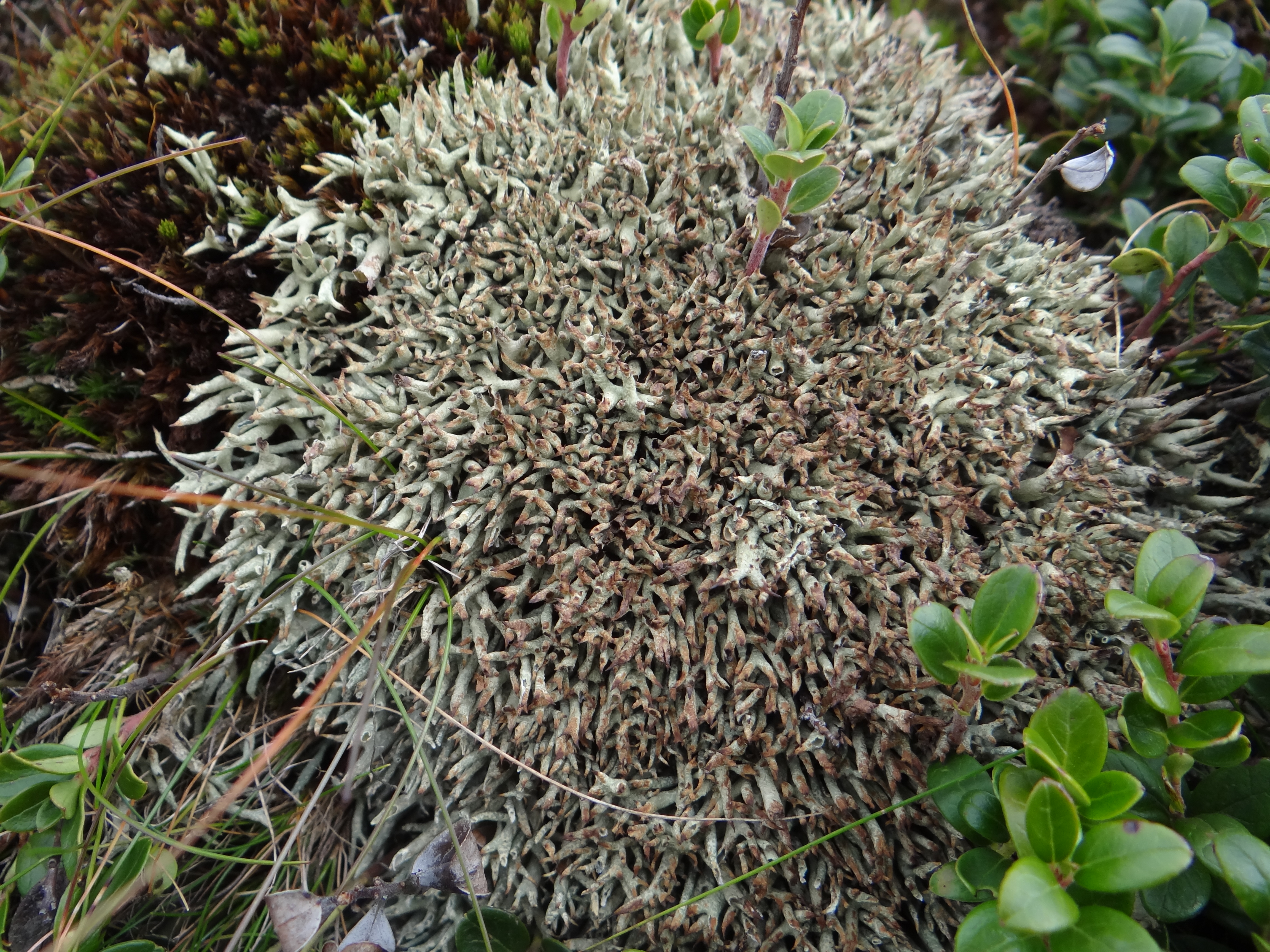
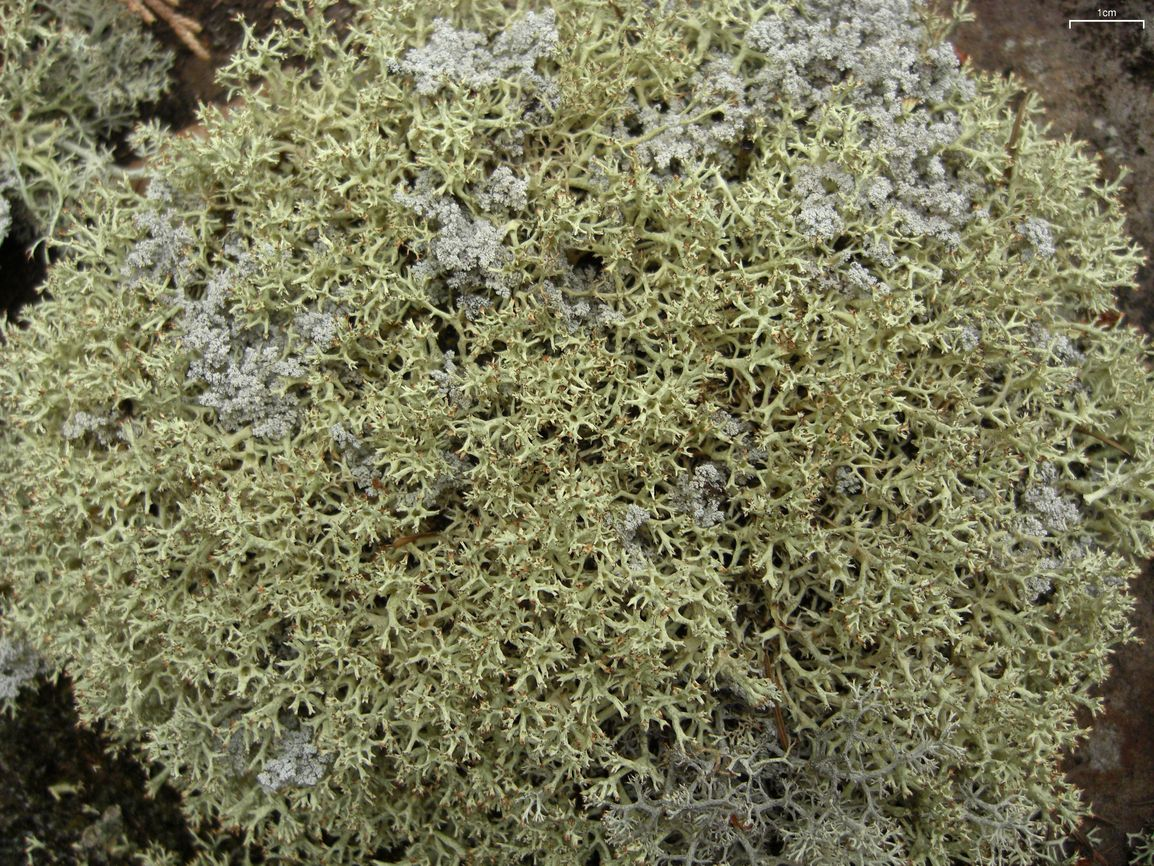
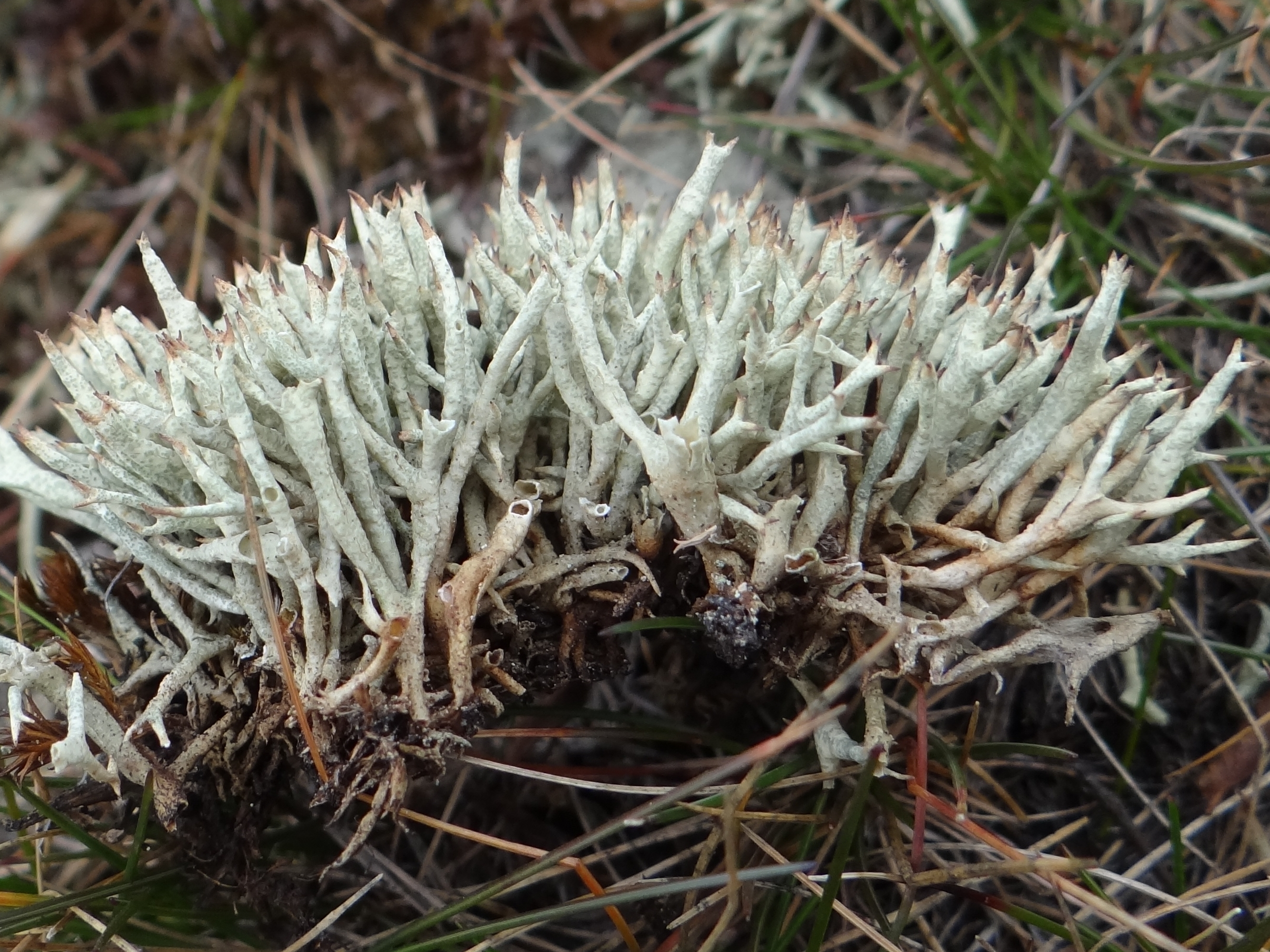